# Raspberry Pi
Raspberry Pi (['rɑːzbərɪ paɪ], Ра́збери па́й) — одноплатный компьютер размером с банковскую карту, изначально разработанный как бюджетная система для обучения информатике, но позже получивший более широкое применение и известность. Разрабатывается британской компанией Raspberry Pi Foundation во главе с Эбеном Аптоном. По состоянию на конец 2019 года было продано более 30 миллионов устройств Raspberry Pi.

## История
Идея создания дешёвого компьютера появилась в 2006 году у группы коллег: Эбена Аптона, Роба Маллинса, Джека Ланга и Алана Майкрофта. Они создали несколько прототипов, после чего к ним присоединился Дэвид Брэбен, они основали фонд Raspberry Pi Foundation и начали работу над компьютером.
В мае 2011 года Брэбен представил первый концепт Raspberry Pi размером с USB-флеш-накопитель.
В конце июля 2011 года была закончена и отправлена в производство альфа-версия платы, а уже 12 августа Raspberry Pi Foundation получила первую партию устройств. Альфа-версия компьютера содержала некоторые тестовые функции и дорогие детали, которые убрали из финальной версии. Также конечная версия платы на 20 % меньше и состоит из четырёх слоёв, а не из шести.
10 января 2012 года компания объявила о начале производства первой партии из 10 тысяч плат модели «B».
29 февраля 2012 года началась продажа плат модели «B».
14 декабря 2012 года Raspberry Pi «A» запущена в производство.
14 июля 2014 года разработчики проекта выпустили Raspberry Pi «B+».
2 февраля 2015 года разработчики проекта выпустили Raspberry Pi «2 model B».
26 ноября 2015 года разработчики проекта выпустили новый микрокомпьютер Raspberry Pi Zero. Основные отличия — цена в пять долларов и несмонтированный разъём GPIO.
29 февраля 2016 года разработчики выпустили Raspberry Pi 3. Главные отличия: 64-битный процессор, наличие Wi-Fi, Bluetooth, а также 100/10Мбит/с Ethernet.
28 февраля 2017 года разработчики выпустили Raspberry Pi Zero W. Главные отличия: наличие Wi-Fi и Bluetooth.
14 марта 2018 года, в день числа Пи, разработчики выпустили Raspberry Pi 3B+. Главные отличия: более мощный процессор, 1 Гбит/с Ethernet (подключен через «виртуальную» сетевую карту поверх USB 2.0, поэтому реальные скорости ниже заявленных), двухдиапазонный Wi-Fi и Bluetooth 4.2.
В июне 2019 года была представлена модель Raspberry Pi 4B. Она получила новый четырёхъядерный процессор с ARM Cortex-A72 1,5 ГГц. На старте была доступна в 3 вариантах с 1, 2 или 4 ГБ ОЗУ. Вскоре была также представлена версия с 8 ГБ ОЗУ. Имеет полноскоростной 1 Гбит/с Ethernet, Bluetooth 5.0. Из 4 портов USB два теперь имеют формат USB 3.0. Для подключения мониторов доступно 2 порта micro HDMI (два по 4К 30 FPS либо один на 4K 60 FPS). Со стороны графики используется VideoCore VI (OpenGL ES 3.x) и добавлен аппаратный декодер 4K для HEVC-видео.
В октябре 2023 года разработчики выпустили Raspberry Pi 5. Плата получила существенные улучшения текущих характеристик своего предшественника — 4B.

## Внешний вид
Большая часть моделей одноплатных компьютеров Raspberry Pi распространяется полностью собранной на четырёхслойной печатной плате размером примерно с банковскую карту (модели A и A+, Zero и Zero W исполнены в иных форм-факторах). В стандартный комплект поставки входит только сам мини-компьютер (корпус, блок питания и карту памяти необходимо заказывать отдельно).

## Версии
Выпускалась или выпускается в следующих версиях:
| Дата выхода     | Версия           | Микроархитектура       | Частота | Ядер | ОЗУ                 | GPIO     | USB                    | Ethernet           | Wi-Fi    | Bluetooth | Цена             |
| --------------- | ---------------- | ---------------------- | ------- | ---- | ------------------- | -------- | ---------------------- | ------------------ | -------- | --------- | ---------------- |
| апрель 2012     | B                | ARM1176JZF-S           | 700 МГц | 1    | 512 МБ              | 26 пинов | 2 порта                | есть               | —        | —         | 35 $             |
| февраль 2013    | A                | ARM1176JZF-S           | 700 МГц | 1    | 256 МБ              | 26 пинов | 1 порт                 | —                  | —        | —         | 20 $             |
| июнь 2014       | B+               | ARM1176JZF-S           | 700 МГц | 1    | 512 МБ              | 40 пинов | 4 порта                | есть               | —        | —         | 25 $             |
| ноябрь 2014     | A+               | ARM1176JZF-S           | 700 МГц | 1    | 256 МБ              | 40 пинов | 1 порт                 | —                  | —        | —         | 20 $             |
| февраль 2015    | 2B               | ARM Cortex-A7          | 900 МГц | 4    | 1 ГБ                | 40 пинов | 4 порта                | есть               | —        | —         | 35 $             |
| ноябрь 2015     | Zero             | ARM1176JZF-S           | 1 ГГц   | 1    | 512 МБ              | 40 пинов | 1 порт                 | —                  | —        | —         | 5 $              |
| февраль 2016    | 3B               | Cortex-A53 (ARM v8)    | 1,2 ГГц | 4    | 1 ГБ                | 40 пинов | 4 порта                | есть               | 802.11n  | 4.1       | 35 $             |
| февраль 2017    | Zero W           | ARM1176JZF-S           | 1 ГГц   | 1    | 512 МБ              | 40 пинов | 1 порт                 | —                  | 802.11n  | 4.0       | 10 $             |
| март 2018       | 3B+              | Cortex-A53 (ARM v8)    | 1,4 ГГц | 4    | 1 ГБ                | 40 пинов | 4 порта                | Gigabit через USB2 | 802.11ac | 4.2       | 35 $             |
| октябрь 2018    | 3A+              | Cortex-A53 (ARM v8)    | 1,4 ГГц | 4    | 512 МБ              | 40 пинов | 1 порт                 | —                  | 802.11ac | 4.2       | 25 $             |
| июнь 2019       | 4B               | Cortex-A72 (ARM v8)    | 1,5 ГГц | 4    | 1, 2, 4, 8 ГБ       | 40 пинов | 4 порта                | Gigabit            | 802.11ac | 5.0       | 35 $, 55 $, 75 $ |
| октябрь 2020    | Compute Module 4 | Cortex-A72 (ARM v8)    | 1,5 ГГц | 4    | 1, 2, 4, 8 ГБ       | 28 пинов | 1 порт                 | Gigabit            | 802.11ac | 5.0       | 25-90 $          |
| 21 января 2021  | Pico             | Cortex-M0+2 (ARM v6-M) | 133 МГц | 2    | 264 КБ + 2 МБ Flash | 30 пинов | 1 порт                 | —                  | —        | —         | 4 $              |
| 28 октября 2021 | Zero 2 W         | Cortex-A53 (ARM v8)    | 1 ГГц   | 4    | 512 МБ              | 40 пинов | 1 OTG                  | —                  | 802.11n  | 4.2       | 15 $             |
| октябрь 2023    | 5                | Cortex-A76 (ARM v8)    | 2,4 ГГц | 4    | 4, 8, 16 ГБ         | 40 пинов | USB3.0×2шт, USB2.0×2шт | Gigabit            | 802.11ac | 5.0       | 60 $, 80 $       |
| январь 2025     | 500              | Cortex-A76 (ARM v8)    | 2,4 ГГц | 4    | 8 ГБ                | 40 пинов | USB3.0×2шт, USB2.0×1шт | Gigabit            | 802.11ac | 5.0       | 90 $, 120 $      |

В ноябре 2020 года Raspberry Pi Foundation представила необычный гаджет в лице Raspberry Pi 400 — одноплатный компьютер в корпусе клавиатуры, изначально доступной только в розово-белом цвете. Он оснащён процессором Broadcom BCM2711 с четырьмя ядрами Cortex-A72 (ARM v8), работающими на частоте 1,8 ГГц. Объём оперативной памяти составляет 4 ГБ, встроенной памяти нет — вместо неё пользователь должен использовать microSD. Для беспроводной связи у Raspberry Pi 400 имеется Wi-Fi 802.11b/g/n/ac (2,4 и 5 ГГц), а также Bluetooth 5.0. Порты гаджета вынесены на тыльную панель: 2 × USB 3.0, USB 2.0, 2 × micro HDMI, Gigabit Ethernet, GPIO и слот для microSD. Питается устройство через разъём USB-C. Начальная комплектация (без мыши, блока питания, карты памяти, кабеля HDMI и руководства пользователя) оценена в 70 $, а полная — в 100 $.

## Технические подробности

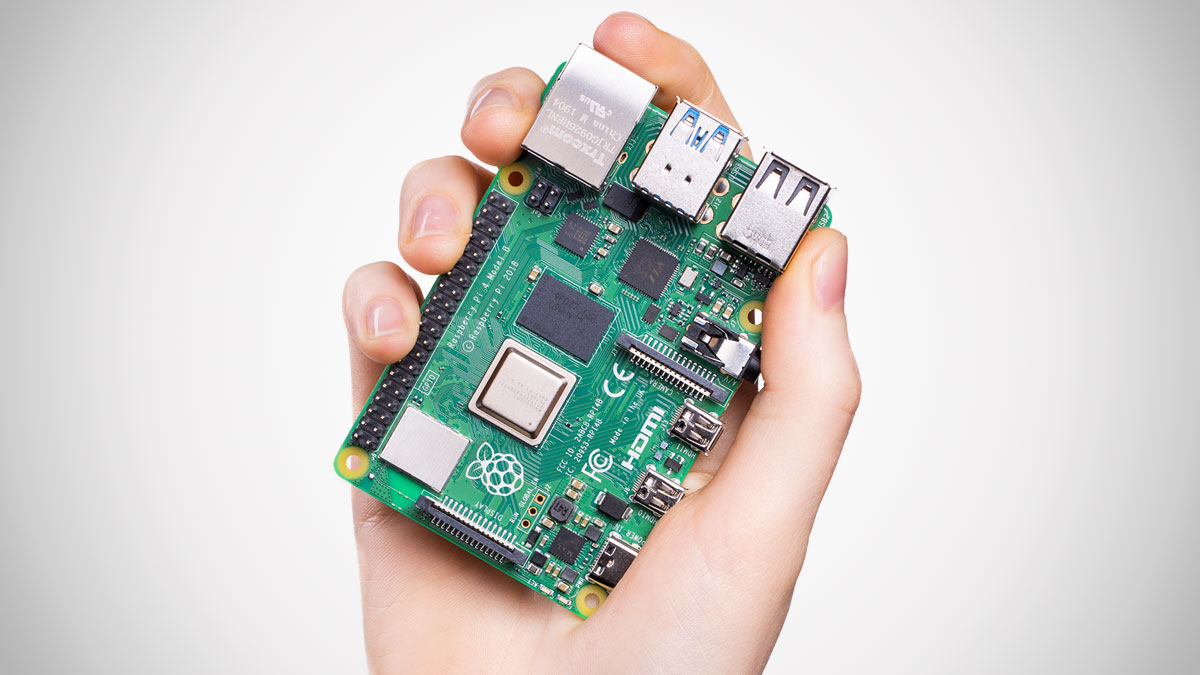
Одноплатный мини-компьютер Raspberry Pi

Мини-компьютер Raspberry Pi выпускался или выпускается в следующих версиях: «A», «A+», «B», «B+», «2B», «Zero», «Zero W», «3B», «3B+», «3A+» и «4B». Первые четыре модели «A», «A+», «B» и «B+» оснащены ARM11-процессором Broadcom BCM2835 с тактовой частотой 700 МГц и модулем оперативной памяти на 256 МБ («A», «A+») и 512 МБ («B», «B+»), размещенными по технологии «package-on-package» непосредственно на процессоре. В Soc Broadcom BCM2835 используется процессор ARM1176JZF-S.
Модель «2B» оснащается процессором с 4 ядрами Cortex-A7 с частотой 900 МГц и оперативной памятью размером 1 ГБ. Модели Zero и Zero W выпустились тоже на базе ARM11, но уже с частотой 1 ГГц, но при этом оперативная память составила лишь 512 МБ. Версии мини-компьютера «3B», «3B+» и «3A+» оснастили, как и более раннюю модель «2B», 4-ядерным процессором Cortex-A53 (ARM v8) с частотой процессора 1,2 ГГц у «3B» и 1,4 ГГц у «3B+» и «3A+» с оперативной памятью 1 ГБ у «3B» и «3B+» и 512 МБ у «3A+». На фоне предыдущих версии модель «4B» стала более продвинутой, получив новую СнК BCM2711 с 4 ядрам процессором ARM Cortex-A72 на частоте 1,5 ГГц. Raspberry Pi «4B» стала доступной в 4 вариантах с 1, 2, 4 или 8 ГБ ОЗУ на выбор пользователя (модель с 1ГБ ОЗУ более не доступна для покупки).
Модель «A» оснащается одним USB 2.0 портом, модель «B» — двумя, а модели «B+», «2B», «3B», «3B+», «4B» — четырьмя, при этом у «4B» из четырёх портов USB два имеют формат USB 3.0. Также в моделях «B», «B+», «2B», «3B», «3B+» и «4B» присутствует порт Ethernet. Модели «Zero W», «3B», «3B+» и «4B» поддерживают Wi-Fi и Bluetooth. Помимо основного ядра, BCM2835 включает в себя графическое ядро с поддержкой OpenGL ES 2.0, аппаратного ускорения и FullHD-видео и DSP-ядро. Одной из особенностей является отсутствие часов реального времени. У модели «4B» со стороны графики используется VideoCore VI (OpenGL ES 3.x) и добавлен аппаратный декодер 4Kp60 для HEVC-видео. Для подключения мониторов у «4B» доступно 2 порта microHDMI (до 4К).
Вывод видеосигнала возможен через композитный разъём RCA или через цифровой HDMI-интерфейс. В версии «B+», «2B» и «3B» вывод возможен через аудиоразьем 3,5 мм. Корневая файловая система, образ ядра и пользовательские файлы размещаются на карте памяти SD, MMC (в моделях A и B), в новых моделях, начиная с «B+», используется microSD, в «3B», «3B+», «4B» существует возможность загружаться с USB-носителя или по сети, также можно использовать SDIO.
Одной из самых интересных особенностей Raspberry Pi является наличие портов GPIO. Благодаря этому «малиновый» компьютер можно использовать для управления различными устройствами. В модели «B» платы присутствует 26-пиновый, а в модели «B+», «2B», «3B», «3B+», «3A+», «4B» — 40-пиновый разъем GPIO.

## Программное обеспечение
Raspberry Pi работает в основном на операционных системах, основанных на Linux-ядре. Также возможна установка Windows 10 IOT. Более того, можно приобрести Raspberry с лицензионной Windows 10 IOT за 50 долларов. ARM11 основан на 6 версии ARM, который поддерживает не все версии Linux. Для установки операционных систем существует инструмент NOOBS. Также можно скачать образ операционной системы и развернуть его на SD-карточку.

### Операционные системы
Официально поддерживаемые операционные системы:
- Raspberry Pi OS рекомендуется для всех тех, кто только начинает знакомиться с Raspberry Pi[35].
- Pidora[36] — Fedora для Raspberry Pi (проект заброшен, так как в настоящее время Fedora официально поддерживает Raspberry Pi).
- LibreELEC — медиапроигрыватель Kodi с открытым исходным кодом на базе Linux.
- OSMC[37] (проект Open Source Media Center — ранее известен как Raspbmc[38]) — медиапроигрыватель с открытым исходным кодом на базе Kodi Media Center[39] и Debian GNU/Linux[39].
- RISC OS[40] — «родная» ОС для RISC-процессоров (к которым относятся процессоры ARM).
- поддержка Windows 10 IoT для Raspberry Pi[41].

### Другие операционные системы
- A2 — используется вариант ядра, построенного на неблокирующих алгоритмах
- Alpine Linux — дистрибутив Linux, основанный на musl и BusyBox, предназначенный для технически продвинутых пользователей, ценящих безопасность, легковесность и нетребовательность к ресурсам[42].
- ALT Linux
- Android — неофициальные версии, адаптированные под Raspberry Pi
- Arch Linux ARM – порт Arch Linux для ARM-процессоров; также ARM-сборки Arch-производного дистрибутива Manjaro[43]
- Centos поддерживается начиная с Raspberry Pi 2
- Devuan
- Embox[44]
- FreeBSD
- Fedora Linux aarch64[45]
- Gentoo Linux[46]
- HypriotOS[47]
- IPFire — дистрибутив брандмауэра с открытыми исходными кодами для систем x86 и ARM. Он позволяет сделать из Raspberry Pi простой маршрутизатор для домашних сетей и малых офисов.
- Kali Linux — операционная система для пентеста
- NixOS[48]
- OpenMediaVault — операционная система для создания файловых хранилищ NAS[49][50].
- openSUSE[51]
- OpenWrt
- Parrot Security OS
- postmarketOS — дистрибутив на основе Alpine Linux, специализированный для смартфонов[52]
- Pop! OS[53]
- Raspberry Pi Thin Client (тонкий клиент)
- RasPBX[54]
- Rocky Linux[55]
- Sailfish OS SailPi[56]
- Slackware, ARM-сборки[57]
- Tiny Core Linux — наименьшая операционная система, размер образа piCore-9.0.3: 50 Мб[58][59].
- Twister OS
- Ubuntu[60]:
  - Lubuntu
  - Ubuntu MATE
  - Ubuntu Server (minimal)
  - Ubuntu Server (standard)
  - Xubuntu
  - Kubuntu
- Void Linux[61]
- WTware для Raspberry Pi — бесплатная операционная система для создания тонких клиентов под Windows из Raspberry Pi 2 и Pi 3[62].
- Windows 11
- Windows 10
  - Версия 4.4.2 — для Raspberry Pi 2/2B/2B+, нестабильная работа ОС.
  - Версия 7.0[63] — стабильная работа на Raspberry Pi 3B/3B+, без ошибок и фризов.

Операционные системы, предназначенные для эмуляции игровых консолей вплоть до PlayStation 2:
- RetroPie
- RecalBox
- Lakka Linux

Ultibo Core – Система построения приложений на специализированном ядре основанная на Free Pascal и Lazarus IDE

### В разработке
- Android — официальная версия от Google
- Chromium OS
- Puppy Linux

## Награды
- 27 октября 2011 года Raspberry Pi стал победителем в номинации «Hardware Design» на ARM TechCon 2011[65].

## Мнения

### Raspbian
Джесси Смит рассмотрел Raspbian для DistroWatch Weekly:
Хотя я не собиралась запускать Raspberry Pi в режиме ПК, операционная система Raspbian действительно предоставляет пользователям среду рабочего стола LXDE. Pi не имеет большой скорости процессора или памяти, но у него достаточно ресурсов для запуска LXDE и нескольких приложений. Пока пользователь не хочет делать много сразу, Pi предлагает довольно отзывчивый рабочий стол. Я, вероятно, не буду запускать более тяжёлые программы, такие как LibreOffice или Firefox на Pi, но Raspbian действительно предоставляет браузер Epiphany и несколько других настольных программ.
Автор российского журнала «Хакер» Faberge рассмотрел Raspberry Pi:
Получив в народе ласковое прозвище «малинка», RPi стал своего рода ZX Spectrum для современной эпохи. Параллели можно проводить долго: оба компьютера появились на свет в Англии (да не где-нибудь, а в Кембридже!), оба предназначались в первую очередь для образования, но при этом легко «переросли» отведенные рамки. Будучи не самыми производительными для своего времени, они привлекали пользователей демократичной ценой, простотой и, конечно же, поддержкой со стороны сообщества.